# Atlas Personal/Saison 2011
Dieser Artikel listet Erfolge und Mannschaft des Radsportteams Atlas Personal in der Saison 2011 auf.

## Erfolge in der UCI Africa Tour
In der Saison 2011 gelangen dem Team nachstehende Erfolge in der UCI Africa Tour.
| Datum         | Rennen                            | Kat. | Fahrer           |
| ------------- | --------------------------------- | ---- | ---------------- |
| 29. September | Prolog Grand Prix Chantal Biya    | 2.2  | Raphaël Addy     |
| 2. Oktober    | 3. Etappe Grand Prix Chantal Biya | 2.2  | Jonathan Fumeaux |

## Erfolge in der UCI Europe Tour
In der Saison 2011 gelangen dem Team nachstehende Erfolge in der UCI Europe Tour.
| Datum              | Rennen                         | Kat. | Fahrer         |
| ------------------ | ------------------------------ | ---- | -------------- |
| 25. April – 1. Mai | Gesamtwertung Tour de Bretagne | 2.2  | Péter Kusztor  |
| 10. Juni           | 1. Etappe Flèche du Sud        | 2.2  | Laurent Beuret |
| 7. August          | Antwerpse Havenpijl            | 1.2  | Pirmin Lang    |

## Abgänge – Zugänge
| Zugänge                | Team 2010           | Abgänge                          | Team 2011          |
| ---------------------- | ------------------- | -------------------------------- | ------------------ |
| Laurent Beuret         | CarmioOro NGC       | Michael Bär                      | Team NetApp        |
| Felix Rinker           | Heizomat            | Martin Hačecký                   | ASC Dukla Prag     |
| Pirmin Lang            | Team Buergi Fidi BC | Vojtech Hačecký                  | ASC Dukla Prag     |
| Jonathan Fumeaux       | Neoprofi            | Guillaume Bourgeois              | Champion System    |
| Lilian Pommier         | Neoprofi            | István Cziráki                   | Ora Hotels Carrera |
| Martial Roman          | Neoprofi            | Lukas Rohner                     | Karriereende       |
| Mirco Saggiorato       | Neoprofi            | Bruno Guggisberg                 | Unbekannt          |
| Christian Schneeberger | Neoprofi            | Frank Scherzinger                | Unbekannt          |
|                        |                     | Janick Wisler                    | Unbekannt          |
|                        |                     | Mirco Saggiorato (bis 30. April) | EKZ Racing Team    |
|                        |                     | Lilian Pommier (bis 20. Mai)     | Unbekannt          |

## Mannschaft
| Name                   | Geburtstag        | Nationalität |              |
| ---------------------- | ----------------- | ------------ | ------------ |
| Raphaël Addy           | 16. März 1990     | Schweiz      |              |
| Nicolas Baldo          | 10. Juni 1984     | Frankreich   |              |
| Marius Bernatonis      | 1. Mai 1987       | Litauen      |              |
| Laurent Beuret         | 24. Juni 1986     | Schweiz      |              |
| Guillaume Dessibourg   | 24. Dezember 1986 | Schweiz      |              |
| Peter Erdin            | 23. Juli 1990     | Schweiz      |              |
| Jonathan Fumeaux       | 7. März 1988      | Schweiz      |              |
| Péter Kusztor          | 27. Dezember 1984 | Ungarn       |              |
| Pirmin Lang            | 25. November 1984 | Schweiz      |              |
| Sébastien Reichenbach  | 28. Mai 1989      | Schweiz      |              |
| Felix Rinker           | 3. Juli 1988      | Deutschland  |              |
| Martial Roman          | 30. November 1987 | Frankreich   |              |
| David Rösch            | 5. Dezember 1988  | Deutschland  |              |
| Florian Salzinger      | 5. Juli 1983      | Deutschland  |              |
| Christian Schneeberger | 28. Februar 1989  | Schweiz      |              |
| Stagiaires             | Stagiaires        | Nationalität | Nationalität |
| Gabriel Chavanne       | Gabriel Chavanne  | Schweiz      |              |
| Simon Pellaud          | Simon Pellaud     | Schweiz      |              |

## Platzierungen in UCI-Ranglisten
UCI America Tour 2011
|      | Fahrer         | Punkte |
| ---- | -------------- | ------ |
| 234. | Laurent Beuret | 10     |

UCI Asia Tour 2011
|      | Fahrer      | Punkte |
| ---- | ----------- | ------ |
| 303. | Pirmin Lang | 4      |

UCI Europe Tour 2011
|       | Fahrer                | Punkte |
| ----- | --------------------- | ------ |
| 198.  | Pirmin Lang           | 81     |
| 212.  | Péter Kusztor         | 75     |
| 264.  | Laurent Beuret        | 59     |
| 517.  | Marius Bernatonis     | 28     |
| 659.  | Nicolas Baldo         | 17     |
| 714.  | Jonathan Fumeaux      | 15     |
| 752.  | David Rösch           | 12     |
| 878.  | Felix Rinker          | 8      |
| 1064. | Sébastien Reichenbach | 5      |
| 1064. | Raphaël Addy          | 5      |